# Remco van der Schaaf
Pour les articles homonymes, voir Schaaf.
Remco Jelmer van der Schaaf (né le 28 février 1979 à Ten Boer) est un footballeur néerlandais. Il occupe le poste de milieu de terrain.

## Palmarès
PSV Eindhoven
- Championnat des Pays-Bas (2) : 2003, 2005
- Coupe des Pays-Bas (1) : 2005
- Trophée Johan Cruyff (1) : 2002